# 차오안구

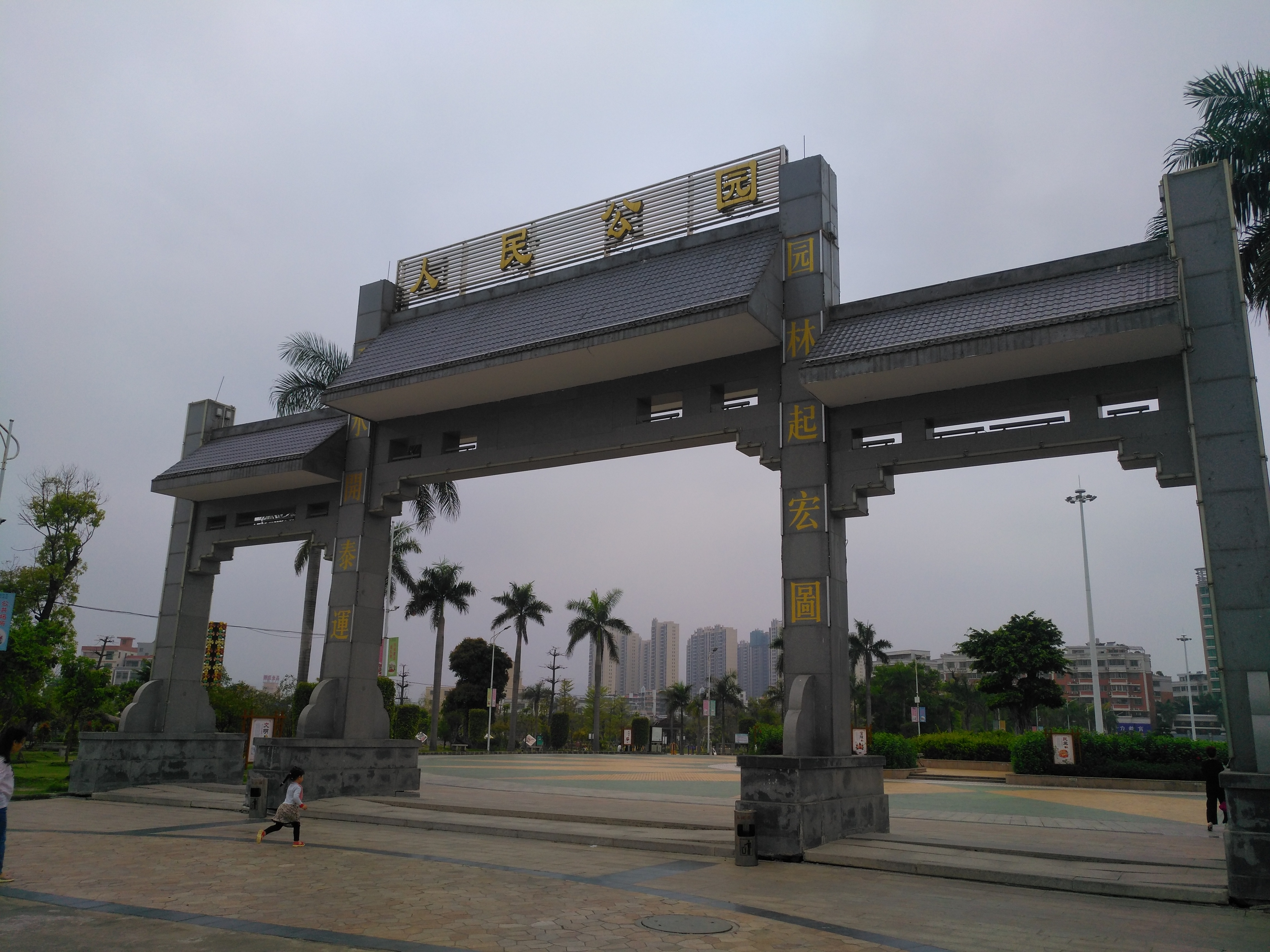

차오안구(한국어: 조안구, 중국어: 潮安区, 병음: Cháo'ān Qū)는 중화인민공화국 광둥성 차오저우 시의 시할구이다. 넓이는 1232km2이고, 인구는 2007년 기준으로 1,200,000명이다.

## 행정 구역
16개 진을 관할한다.
- 진: 庵埠镇, 文祠镇, 凤凰镇, 江东镇, 东凤镇, 龙湖镇, 枫溪镇, 彩塘镇, 金石镇, 浮洋镇, 沙溪镇, 凤塘镇, 古巷镇, 登塘镇, 赤凤镇, 归湖镇.